# Lophoceps
Lophoceps é um gênero de traça pertencente à família Brachodidae.